# Domfront, Orne

Domfront este o comună în departamentul Orne, Franța. În 1 ianuarie 2018 avea o populație de 3.473 de locuitori.